# Гиднеллум Пека
Гидне́ллум Пе́ка (лат. Hydnellum peckii) — несъедобный (но и не токсичный) гриб рода Гиднеллум (лат. Hydnellum) (см. Ежовик). микоризный вид, который формирует взаимовыгодные отношения с различными хвойными деревьями.

## Название
Гиднеллум Пека назван в честь американского миколога Чарльза Хортона Пека (1833—1917).
Необычная внешность молодого гриба подарила ему и ряд других названий, например, кровоточащий зуб или клубника и сливки.

## Описание
Плодовые тела простые или сросшиеся, с уплощённой или вдавленной, обычно неровной, бархатисто-чешуйчатой шляпкой до 6,5 см в диаметре. Шляпка окрашена в белые тона, с возрастом приобретает красно-чёрный, фиолетово-чёрный или коричневый, реже тёмно-синий оттенок, нередко с концентрическими зонами.
Ножка 0,5—6×0,5—2 см, цилиндрической или веретеновидной формы, беловатая, затем одного цвета со шляпкой.
Гименофор шиповатый, шипики до 5 мм длиной, сначала белого цвета, затем темнеют до светло-сиреневатых или буроватых.
Мякоть светлая, розовато-коричневого или светло-коричневого цвета, в ножке более тёмная, чем в шляпке, с заметными желтоватыми прожилками. Вкус горький, сильный.
Произрастает осенью на земле в хвойных (еловых и сосновых) лесах. Несъедобен из-за сильного горького вкуса.

## Обитание
Обнаружено, что плодовые тела Hydnellum peckii растут в одиночестве, разбросаны или сгруппированы вместе на земле под хвойными деревьями, часто среди мхов и хвои.
Гриб широко распространен в Северной Америке, особенно на северо-западе Тихого океана. Его ареал простирается на север к Аляске и на восток к Северной Каролине. В районе Пьюджет-Саунд в штате Вашингтон, США, он встречается в сочетании с дугласовой пихтой, пихтой и болиголовом. Вдоль побережья Орегона его находили под сосной. Помимо Северной Америки, гриб широко распространен и в Европе, его присутствие было задокументировано в Италии, Германии и Шотландии. Его встречает и в других странах Европы, но намного реже. Увеличение загрязнения в центральной Европе было предложено в качестве одного из возможных факторов снижения популяции грибов. Сообщения о нахождении грибов из Ирана в 2008 году и Кореи в 2010 году были первыми, за пределами Европы и Северной Америки. Обнаружен в Казахстане, в горах, близ города Алматы в августе в 2024 году. Встречается в ХМАО и Кировской области.

## Применение
Хотя плодовые тела Hydnellum peckii были описаны как напоминающие «датское печенье с клубничным вареньем», и виды этих грибов в целом известны как не ядовитые, тем не менее, они несъедобны из-за их чрезвычайно горького вкуса. Эта сильная горечь сохраняется даже в высушенных образцах.
Плодовые тела этого и других видов Hydnellum используются как краситель. Цвета могут варьироваться от бежевого, без использования протравы, до различных оттенков синего или зеленого в зависимости от количества добавленной протравы.

## Химические свойства
Hydnellum peckii может биоаккумулировать цезий. В одном из исследований в грибном мицелии было обнаружено до 9 % от общего содержания цезия в верхних слоях (10 см) почвы. В целом, эктомикоризные грибы, которые растут в верхних слоях почвы или на границе между органическим и минеральным слоями, участвуют в удержании и циклировании цезия-137, в богатых органическими веществами лесных почвах.